# ヒロノツトム
ヒロノ ツトム（本名：廣野 勉、1944年4月16日 - ）は、大阪府大阪市出身のタレント。

## 人物
- 星座：牡羊座
- 血液型：O型
- 趣味：食べること
- 特技：小林旭のモノマネ
- 好きな言葉：「ええやんか」、「しゃあないやんか」、「一笑一若　一怒一老」

## 略歴
1960年代に宝塚新芸座の舞台俳優としてデビュー。
吉本新喜劇（４１年１２月体制参照）に広野つとむとして移籍、数年後突如として芸能界を去り、一般企業の営業の世界に身を投じる。
持ち前の独特の語り口が功を奏し、常にトップセールスの道を歩みながらも、波乱万丈、奇想天外、豪放磊落といった言葉のごとく痛快なる人生を楽しみながら現在に至る。
2005年8月、某音楽プロデューサーとの出会いが縁で、「小林旭の歌真似歌手」として61歳でのデビューを果たす。

## 作品
いずれも自作CD（作詞・作曲・歌：ヒロノツトム）
- 確率変動大当り
- パチンコ小唄
- 走れタコ!
- 愛しのマリン
- サムおいでよ俺んトコ

2014年７月CD発売（作詞：軽部　誠　作曲・歌：ヒロノツトム　編曲：上藤恭生）
- 恋する娘へのブルース
- ときめき順子

## 出演
- 懐メロ招待席 （サンテレビジョン、木曜 23:45 - 24:00）ヒロノツトムのアキラ節コーナーで2005年11月 - 2007年3月までレギュラー出演
- ヒロノツトムの走れタコ（ラジオ関西、月曜 21:00 - 21:30）パーソナリティ
- 歌謡花舞台 (サンテレビジョン、第２金曜 9:15 - 9:30) 2015年4月よりレギュラー出演中　歌唱曲・恋する娘へのブルース（歌・ヒロノツトム

　　　作詞・軽部 誠　作曲・ヒロノツトム　SAX演奏・橋本庸治）
　＜コンセプト＞
本人談：　高齢化社会を迎えるにあたり、「60歳を過ぎてもまだまだやれるんだ人生は幾つになっても、何度でもやり直しが出来るんだ」との強い思いが、世の中高年者のたとえ一人にでも繁栄して、励ましの欠片（かけら）になることができたら…との思いを込め、歌い、語っています。